# Голубівка (Борівська селищна громада)
Голубі́вка —  село в Україні, у Борівській селищній громаді Ізюмського району Харківської області. Населення становить 32 осіб. До 2020 орган місцевого самоврядування — Гороховатська сільська рада.

## Географія
Село Голубівка знаходиться за 7 км від села Гороховатка.

## Історія
12 червня 2020 року, відповідно до Розпорядження Кабінету Міністрів України № 725-р «Про визначення адміністративних центрів та затвердження територій територіальних громад Харківської області», увійшло до складу Борівської селищної громади.
19 липня 2020 року, в результаті адміністративно-територіальної реформи та ліквідації Борівського району, увійшло до складу Ізюмського району Харківської області.

## Населення

### Мова
Розподіл населення за рідною мовою за даними перепису 2001 року:
| Мова       | Кількість | Відсоток |
| ---------- | --------- | -------- |
| українська | 26        | 81.25%   |
| російська  | 6         | 18.75%   |
| Усього     | 32        | 100%     |